# Copa de Albania
La Copa de Fútbol de Albania (en albanés Kupa e Shqipërisë) es la copa nacional de fútbol de Albania y torneo por rondas eliminatorias más importante del país. Fue creada en 1939 y la organiza la Federación de Fútbol de Albania (FFA).
El campeón accede a la primera ronda de clasificación de la Liga Europa de la UEFA.
El KF Tirana es el equipo más exitoso al haber ganado el trofeo en 16 ocasiones.

## Finales
| Temporada | Campeón                                     | Resultado                                   | Finalista                                   | Sede de la final                                            |
| --------- | ------------------------------------------- | ------------------------------------------- | ------------------------------------------- | ----------------------------------------------------------- |
| 1939      | SK Tirana                                   |                                             |                                             |                                                             |
| 1940–1947 | No disputada por la Segunda Guerra Mundial. | No disputada por la Segunda Guerra Mundial. | No disputada por la Segunda Guerra Mundial. |                                                             |
| 1949      | Partizani Tirana                            | 5 - 2                                       | 17 Nëntori Tirana                           | Estadio Qemal Stafa, Tirana                                 |
| 1950      | Partizani Tirana                            | 1 - 0                                       | 17 Nëntori Tirana                           | Estadio Qemal Stafa, Tirana                                 |
| 1950      | Dinamo Tirana                               | 2 - 1                                       | Partizani Tirana                            | Estadio Qemal Stafa, Tirana                                 |
| 1951      | Dinamo Tirana                               | 3 - 2                                       | Partizani Tirana                            | Estadio Qemal Stafa, Tirana                                 |
| 1952      | Dinamo Tirana                               | 4 - 1                                       | Puna Tirana                                 | Estadio Qemal Stafa, Tirana                                 |
| 1954      | Dinamo Tirana                               | 2 - 1                                       | Partizani Tirana                            | Estadio Qemal Stafa, Tirana                                 |
| 1954      | Dinamo Tirana                               | 2 - 1                                       | Partizani Tirana                            | Estadio Qemal Stafa, Tirana                                 |
| 1955      | No disputada                                | No disputada                                | No disputada                                |                                                             |
| 1957      | Partizani Tirana                            | 2 - 0                                       | Teuta Durrës                                | Estadio Qemal Stafa, Tirana                                 |
| 1958      | Partizani Tirana                            | 4 - 0                                       | Skënderbeu Korçë                            | Estadio Qemal Stafa, Tirana                                 |
| 1959      | No disputada                                | No disputada                                | No disputada                                |                                                             |
| 1960      | Dinamo Tirana                               | 1 - 0 1 - 0                                 | Flamurtari Vlorë                            | Estadio Flamurtari, Vlorë Estadio Qemal Stafa, Tirana       |
| 1961      | Partizani Tirana                            | 1 - 0 1 - 1                                 | Besa Kavaje                                 | Estadio Besa, Kavajë Estadio Qemal Stafa, Tirana            |
| 1962      | No disputada                                | No disputada                                | No disputada                                |                                                             |
| 1962-63   | 17 Nëntori Tirana                           | 2 - 3 1 - 0 (5-3 pen.)                      | Besa Kavaje                                 | Estadio Qemal Stafa, Tirana Estadio Besa, Kavajë            |
| 1963-64   | Partizani Tirana                            | 3 - 0                                       | Tomori Berat                                | Estadio Qemal Stafa, Tirana                                 |
| 1964-65   | Vllaznia Shkodër                            | 1 - 0                                       | Skënderbeu Korçë                            | Estadio Qemal Stafa, Tirana                                 |
| 1965-66   | Partizani Tirana                            | 2 - 1 4 - 3                                 | Vllaznia Shkodër                            | Estadio Loro Boriçi, Shkodër Estadio Qemal Stafa, Tirana    |
| 1966-67   | No disputada                                | No disputada                                | No disputada                                |                                                             |
| 1967-68   | Partizani Tirana                            | 4 - 1                                       | Vllaznia Shkodër                            | Estadio Qemal Stafa, Tirana                                 |
| 1968-69   | No disputada                                | No disputada                                | No disputada                                |                                                             |
| 1969-70   | Partizani Tirana                            | 4 - 0 0 - 1                                 | Vllaznia Shkodër                            | Estadio Qemal Stafa, Tirana Estadio Loro Boriçi, Shkodër    |
| 1970-71   | Dinamo Tirana                               | 2 - 0                                       | Besa Kavaje                                 | Estadio Qemal Stafa, Tirana                                 |
| 1971-72   | Vllaznia Shkodër                            | 0 - 2 2 - 0 (5-3 pen.)                      | Besa Kavaje                                 | Estadio Besa, Kavajë Estadio Loro Boriçi, Shkodër           |
| 1972-73   | Partizani Tirana                            | 1 - 0                                       | Dinamo Tirana                               | Estadio Qemal Stafa, Tirana                                 |
| 1973-74   | Dinamo Tirana                               | 1 - 0                                       | Partizani Tirana                            | Estadio Qemal Stafa, Tirana                                 |
| 1974-75   | KS Elbasani                                 | 1 - 0 1 - 0                                 | Lokomotiva Durrës                           | Estadio Niko Dovana, Durrës Estadio Ruzhdi Bizhuta, Elbasan |
| 1975-76   | 17 Nëntori Tirana                           | 3 - 1 1 - 0                                 | Skënderbeu Korçë                            | Estadio Qemal Stafa, Tirana Estadio Skënderbeu, Korçë       |
| 1976-77   | 17 Nëntori Tirana                           | 1 - 2 2 - 1 (8-7 pen.)                      | Dinamo Tirana                               | Estadio Qemal Stafa, Tirana (2)                             |
| 1977-78   | Dinamo Tirana                               | 1 - 0 0 - 0                                 | KS Lushnja                                  | Estadio Qemal Stafa, Tirana Estadio A. Roza Haxhiu, Lushnja |
| 1978-79   | Vllaznia Shkodër                            | 1 - 1 2 - 1                                 | Dinamo Tirana                               | Estadio Qemal Stafa, Tirana Estadio Loro Boriçi, Shkodër    |
| 1979-80   | Partizani Tirana                            | 1 - 1 1 - 0                                 | KS Elbasani                                 | Estadio Ruzhdi Bizhuta, Elbasan Estadio Qemal Stafa, Tirana |
| 1980-81   | Vllaznia Shkodër                            | 1 - 2 5 - 1                                 | Besa Kavaje                                 | Estadio Besa, Kavajë Estadio Loro Boriçi, Shkodër           |
| 1981-82   | Dinamo Tirana                               | 2 - 3 1 - 0                                 | 17 Nëntori Tirana                           | Estadio Qemal Stafa, Tirana (2)                             |
| 1982-83   | 17 Nëntori Tirana                           | 1 - 0                                       | Flamurtari Vlorë                            | Estadio Qemal Stafa, Tirana                                 |
| 1983-84   | 17 Nëntori Tirana                           | 2 - 1                                       | Flamurtari Vlorë                            | Estadio Loro Boriçi, Shkodër                                |
| 1984-85   | Flamurtari Vlorë                            | 2 - 1                                       | Partizani Tirana                            | Estadio Ruzhdi Bizhuta, Elbasan                             |
| 1985-86   | 17 Nëntori Tirana                           | 3 - 1                                       | Vllaznia Shkodër                            | Estadio Qemal Stafa, Tirana                                 |
| 1986-87   | Vllaznia Shkodër                            | 3 - 0 1 - 3                                 | Flamurtari Vlorë                            | Estadio Loro Boriçi, Shkodër Estadio Flamurtari, Vlorë      |
| 1987-88   | Flamurtari Vlorë                            | 1 - 0                                       | Partizani Tirana                            | Estadio Loro Boriçi, Shkodër                                |
| 1988-89   | Dinamo Tirana                               | 0 - 0; 3 - 1                                | Partizani Tirana                            | Estadio Qemal Stafa, Tirana                                 |
| 1989-90   | Dinamo Tirana                               | 1 - 1 (4-2 pen.)                            | Flamurtari Vlorë                            | Estadio Niko Dovana, Durrës                                 |
| 1990-91   | Partizani Tirana                            | 1 - 1 (4-3 pen.)                            | Flamurtari Vlorë                            | Estadio Qemal Stafa, Tirana                                 |
| 1991-92   | KS Elbasani                                 | 2 - 1                                       | Besa Kavaje                                 | Estadio Qemal Stafa, Tirana                                 |
| 1992-93   | Partizani Tirana                            | 1 - 0                                       | Albpetrol Patos                             | Estadio Niko Dovana, Durrës                                 |
| 1993-94   | SK Tirana                                   | 0 - 0 1 - 0                                 | Teuta Durrës                                | Estadio Niko Dovana, Durrës Estadio Qemal Stafa, Tirana     |
| 1994-95   | Teuta Durrës                                | 0 - 0 (4-3 pen.)                            | SK Tirana                                   | Estadio Qemal Stafa, Tirana                                 |
| 1995-96   | SK Tirana                                   | 1 - 1 (4-3 pen.)                            | Flamurtari Vlorë                            | Estadio Qemal Stafa, Tirana                                 |
| 1996-97   | Partizani Tirana                            | 2 - 2 (4-3 pen.)                            | Flamurtari Vlorë                            | Estadio Qemal Stafa, Tirana                                 |
| 1997-98   | Apolonia Fier                               | 1 - 0                                       | KS Lushnja                                  | Estadio Qemal Stafa, Tirana                                 |
| 1998-99   | SK Tirana                                   | 0 - 0 (3-0 pen.)                            | Vllaznia Shkodër                            | Estadio Qemal Stafa, Tirana                                 |
| 1999-00   | Teuta Durrës                                | 0 - 0 (5-4 pen.)                            | KS Lushnja                                  | Estadio Qemal Stafa, Tirana                                 |
| 2000-01   | SK Tirana                                   | 5 - 0                                       | Teuta Durrës                                | Estadio Qemal Stafa, Tirana                                 |
| 2001-02   | SK Tirana                                   | 1 - 0                                       | Dinamo Tirana                               | Estadio Qemal Stafa, Tirana                                 |
| 2002-03   | Dinamo Tirana                               | 1 - 0                                       | Teuta Durrës                                | Estadio Qemal Stafa, Tirana                                 |
| 2003-04   | Partizani Tirana                            | 1 - 0                                       | Dinamo Tirana                               | Estadio Qemal Stafa, Tirana                                 |
| 2004-05   | Teuta Durrës                                | 0 - 0 (6-5 pen.)                            | KF Tirana                                   | Estadio Qemal Stafa, Tirana                                 |
| 2005-06   | KF Tirana                                   | 1 - 0                                       | Vllaznia Shkodër                            | Estadio A. Roza Haxhiu, Lushnja                             |
| 2006-07   | Besa Kavaje                                 | 3 - 2                                       | Teuta Durrës                                | Estadio Qemal Stafa, Tirana                                 |
| 2007-08   | Vllaznia Shkodër                            | 2 - 0                                       | KF Tirana                                   | Estadio Ruzhdi Bizhuta, Elbasan                             |
| 2008-09   | Flamurtari Vlorë                            | 2 - 1                                       | KF Tirana                                   | Estadio Niko Dovana, Durrës                                 |
| 2009-10   | Besa Kavaje                                 | 2 - 1                                       | Vllaznia Shkodër                            | Estadio Qemal Stafa, Tirana                                 |
| 2010-11   | KF Tirana                                   | 1 - 1 (4-3 pen.)                            | Dinamo Tirana                               | Estadio Niko Dovana, Durrës                                 |
| 2011-12   | KF Tirana                                   | 1 - 0                                       | Skënderbeu Korçë                            | Estadio Qemal Stafa, Tirana                                 |
| 2012-13   | KF Laçi                                     | 1 - 0                                       | Bylis Ballsh                                | Estadio Qemal Stafa, Tirana                                 |
| 2013-14   | Flamurtari Vlorë                            | 1 - 0                                       | FK Kukësi                                   | Estadio Qemal Stafa, Tirana                                 |
| 2014-15   | KF Laçi                                     | 2 - 1                                       | FK Kukësi                                   | Estadio Qemal Stafa, Tirana                                 |
| 2015-16   | FK Kukësi                                   | 1 - 1 (5-3 pen.)                            | KF Laçi                                     | Estadio Qemal Stafa, Tirana                                 |
| 2016-17   | KF Tirana                                   | 3 - 1                                       | Skënderbeu Korçë                            | Elbasan Arena, Elbasan                                      |
| 2017-18   | Skënderbeu Korçë                            | 1 - 0                                       | KF Laçi                                     | Elbasan Arena, Elbasan                                      |
| 2018-19   | FK Kukësi                                   | 2 - 1                                       | KF Tirana                                   | Elbasan Arena, Elbasan                                      |
| 2019-20   | Teuta Durrës                                | 2 - 0                                       | KF Tirana                                   | Arena Kombëtare, Tirana                                     |
| 2020-21   | Vllaznia Shkodër                            | 1 - 0                                       | Skënderbeu Korçë                            | Arena Kombëtare, Tirana                                     |
| 2021-22   | Vllaznia Shkodër                            | 2 - 1 (t. s.)                               | KF Laçi                                     | Arena Kombëtare, Tirana                                     |
| 2022-23   | KS Egnatia                                  | 1 - 0 (t. s.)                               | KF Tirana                                   | Arena Kombëtare, Tirana                                     |
| 2023-24   | KS Egnatia                                  | 1 - 0                                       | FK Kukësi                                   | Arena Kombëtare, Tirana                                     |
| 2024-25   | Dinamo Tirana                               | 2 - 2 (5-4 pen.)                            | KS Egnatia                                  | Elbasan Arena, Elbasan                                      |

## Títulos por club
| Club                                | Títulos | Subtítulos | Años campeón                                                                                   |
| ----------------------------------- | ------- | ---------- | ---------------------------------------------------------------------------------------------- |
| KF Tirana (17 Nëntori Tirana)       | 16      | 11         | 1939, 1963, 1976, 1977, 1983, 1984, 1986, 1994, 1996, 1999, 2001, 2002, 2006, 2011, 2012, 2017 |
| KF Partizani Tirana                 | 15      | 8          | 1948, 1949, 1957, 1958, 1961, 1964, 1966, 1968, 1970, 1973, 1980, 1991, 1993, 1997, 2004       |
| KS Dinamo Tirana                    | 14      | 6          | 1950, 1951, 1952, 1953, 1954, 1960, 1971, 1974, 1978, 1982, 1989, 1990, 2003, 2025             |
| KS Vllaznia Shkodër                 | 8       | 7          | 1965, 1972, 1979, 1981, 1987, 2008, 2021, 2022                                                 |
| KS Flamurtari Vlorë                 | 4       | 8          | 1985, 1988, 2009, 2014                                                                         |
| KS Teuta Durrës (Lokomotiva Durrës) | 4       | 6          | 1995, 2000, 2005, 2020                                                                         |
| KS Besa Kavaje                      | 2       | 6          | 2007, 2010                                                                                     |
| KF Laçi                             | 2       | 3          | 2013, 2015                                                                                     |
| FK Kukësi                           | 2       | 3          | 2016, 2019                                                                                     |
| KS Elbasani (Labinoti Elbasan)      | 2       | 1          | 1975, 1992                                                                                     |
| KS Egnatia Rrogozhinë               | 2       | 1          | 2023, 2024                                                                                     |
| KF Skënderbeu Korçë                 | 1       | 5          | 2018                                                                                           |
| KS Apolonia Fier                    | 1       | -          | 1998                                                                                           |
| KS Lushnja (Traktori Lushnje)       | -       | 3          | ---                                                                                            |
| KS Tomori Berat                     | -       | 1          | ---                                                                                            |
| KS Albpetrol Patos                  | -       | 1          | ---                                                                                            |